# Friedrich Münter

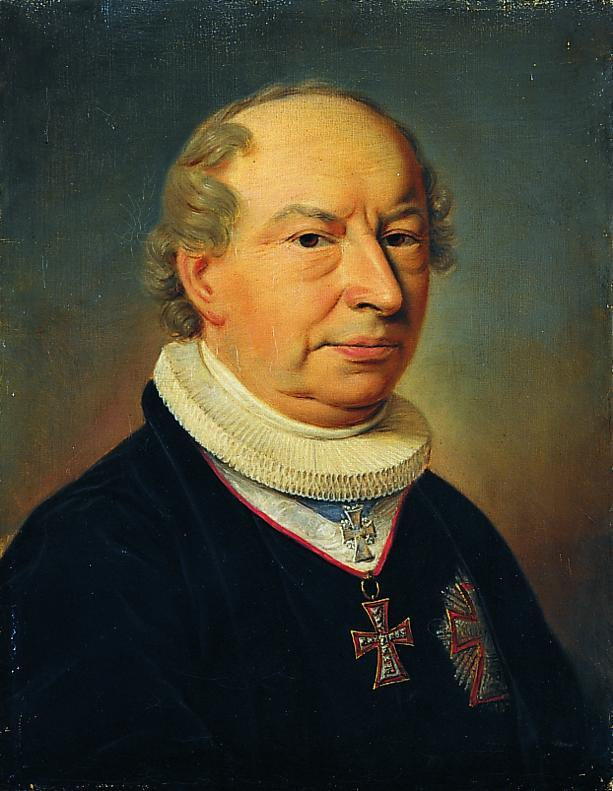
Friedrich Christian Carl Heinrich Münter

Friedrich Christian Carl Heinrich Münter (* 14. Oktober 1761 in Gotha; † 9. April 1830 in Kopenhagen) war ein deutscher lutherischer Theologe, Kirchenhistoriker, Orientalist, Altertumsforscher, geschäftiger Freimaurer, erster Erforscher des mittelalterlichen Templerordens der Neuzeit, und Bischof in dänischen Diensten. Älterer Bruder der Schriftstellerin Sophie Christiane Friederike Brun.

## Leben
Münter war der Sohn von Balthasar Münter, einem aufgeklärten lutherischen Theologen, der Hofprediger und Pfarrer der St.-Petri-Kirche in Kopenhagen war, und der Magdalena Ernestina Sophia Friederika, geborene Wangenheim (1753–1793). Bereits als Dreijähriger kam Münter mit seiner Familie (den Eltern und der Schwester) nach Kopenhagen, wo sein Vater am 25. August 1765 sein Amt antrat. Die deutsche St. Petri-Gemeinde existiert seit 1575. Münters Elternhaus wurde schon nach kurzer Zeit der Mittelpunkt der deutschen Gemeinde Kopenhagens. Hierher kamen u. a. Friedrich Gottlieb Klopstock, die Grafen Friedrich Leopold zu Stolberg-Stolberg und Christian zu Stolberg-Stolberg, Matthias Claudius, Heinrich Wilhelm von Gerstenberg, Johann Andreas Cramer, Johann Bernhard Basedow und Carsten Niebuhr. Seine Eltern besuchten 1782 z. B. Johann Gottfried Herder in Weimar. Seine Bekanntschaft zu Niebuhr, der 1767 als einziger Überlebender von einer Expedition aus Arabien wiederkam, weckte sein archäologisches Interesse.
Trotz anderer Interessen begann Münter 1778 für drei Jahre an der Universität Kopenhagen Theologie und Philosophie zu studieren. Im Frühsommer 1780 legte er sein philosophisches, am 15. Mai 1781 sein theologisches Examen ab. Während seines Studiums wurde Münter als Neunzehnjähriger im Herbst 1780 Freimaurer und trat in Kopenhagen der Loge Friederich zur gekrönten Hoffnung bei, wo er die drei Grade der Johannismaurerei erhielt. Um seinen Wunsch zu erfüllen, Professor der Theologie zu werden, musste er ein Studium an einer ausländischen Hochschule fortführen. Hierzu erhielt er am 26. März 1781 ein auf drei Jahre bemessenes Reisestipendium aus dem Fonds Ad usos publicos für das Studium in der berühmten Göttinger Georgia Augusta. Vor dem Beginn des Studiums reiste er über Lolland und Fehmarn nach Lübeck, der Heimatstadt seines Vaters, besuchte Gerstenberg und den alten Rektor Johann Daniel Overbeck sowie die Loge Zum Fruchthorn, in Wandsbeck M. Claudius und in Tremsbüttel die Brüder Stolberg. In Hamburg hielt er sich die meiste Zeit bei Klopstock auf, dessen Bekanntschaft ihm in seiner weiteren Karriere von Nutzen war. Er besuchte hier die Loge Zur goldenen Kugel unter der Hammerführung von Toby Mummsen. In Braunschweig besuchte er den betagten Johann Friedrich Wilhelm Jerusalem. In Weimar trat er in persönliche Beziehung zu Johann Wolfgang von Goethe (mit dem er sich über Freimaurerei unterhielt), Christoph Martin Wieland, und Johann Joachim Christoph Bode. Hervorzuheben ist eine tiefe Freundschaft zu Johann Gottfried Herder und dessen Frau sowie zu Bode, durch welchen er mit dem Illuminatenorden in seinem späteren Leben eng verbunden war. Er reiste weiter in seine Geburtsstadt Gotha, wo er sich einen Monat lang aufhielt (11. September bis 11. Oktober) und traf dort erstmals auf seinen zukünftigen Meister vom Stuhl der Loge Zum Rautenkranze in Gotha, Christian Georg von Helmolt, einen Kammerherren vom Dienst. Er besuchte die Loge seines Vaters, die der Herzog Ernst II. (Sachsen-Gotha-Altenburg) führte. Nachdem er auch der Stadt Erfurt einen Besuch abgestattet hatte, gelangte er nach Göttingen und konnte sein Studium am 12. Oktober 1781 beginnen. Die auf ihn Einfluss nehmenden Professoren in Göttingen, mit welchen er zeitlebens in Verbindung blieb, waren unter anderen die Illuminaten: Johann Georg Heinrich Feder (Ordensname Marcus Aurelius), der ihn täglich in Logik unterrichtete, Johann Benjamin Koppe (Ordensname ebenfalls Marcus Aurelius und Accacius), welcher ihm fünf Tage die Woche Dogmatik nahelegte, und Ludwig Timotheus Spittler (von Spittler) (Ordensname Beyle), bei dem er Historia canonis studierte. Münter war zudem hier Schüler der Professoren Christian Gottlob Heyne (der spätere Schwiegervater Johann Georg Forsters, dessen Mitgliedschaft im Illuminatenorden umstritten ist), Christian Wilhelm Walch (Kirchenhistorie) und Johann Christoph Gatterer (Geschichte), der ihn außerdem Diplomatik und Paläographie lehrte. Münters Eltern und Schwester kamen 1782 zu Besuch und Friedrich begleitete sie dann auf ihrer Rückreise von Göttingen nach Thüringen bis zur dänischen Grenze und reiste anschließend nach Berlin zu Johann Joachim Spalding und Dresden zu Johann Erich Biester weiter, bei denen er den Sommer verbrachte.
Er trat im Sommer 1781 dem Orden der Illuminaten unter dem Namen Syrianus bei, bei dem er von Koppe und Bode (Ordensname Aemilius) aufgenommen worden war, und konnte dort schnell einige Grade durchlaufen. Helmolt, ebenfalls ein Illuminat mit dem Namen Chrysostomos/Guido della Torre, hatte ihm Briefe aus Gotha geschrieben, in denen er Münter beide als „fürtreffliche Brüder“ empfahl. Er verbreitete auf seiner Reise 1784–1787 den Illuminatismus in Italien und wurde der Gründer einer Ordensfiliale in Neapel. Als Illuminat hatte er den Rang eines Präfekten in Kopenhagen.
Nach seinem Göttinger Studium kehrte er für kurze Zeit im Herbst 1783 nach Dänemark zurück und reiste einige Freunde besuchend Mai 1784 über Holstein und Kiel nach Süden weiter via Göttingen (Besuche bei Koppe und Spittler), Thüringen, Tonna, Gotha, Eisenach und Fulda. Er wurde 1784 mit dem Namen ab Itinere Mitglied der Strikten Observanz.
In diesem Jahr erlangte Münter am 17. Juli 1784 als erster Protestant an der katholischen Universität Fulda die Würde eines Doktors der Philosophie. Durch ein weiteres Stipendium vom dänischen König Christian VII. konnte er eine Studienreise durch Italien unternehmen. So reiste er weiter. Von Fulda ging er nach Hanau und trat dort in Bekanntschaft mit dem Prinzen Carl von Hessen. Münters Weg führte sodann über Frankfurt am Main, Darmstadt, Heidelberg, Mannheim, Speyer, Bruchsal, Stuttgart, Ulm, Regensburg nach Wien (Ankunft 30. August), wo er bei Bode wohnte. Über seine Reisen führte er ein in Geheimschrift geschriebenes maurerisches Tagebuch. Von Wien reiste er am 20. Oktober 1784 weiter nach Venedig, das er am 8. Dezember in Richtung Padua verließ, wo er sein Quartier bei dem Grafen Marco Carbury bezog. Weitere Reisestationen waren in der Folge Vicenza, Verona, Mantua, Modena und Bologna. Am Neujahrstag 1785 gelangte er nach Florenz. In Pistoia hatte er lange Unterredungen mit dem Kirchenreformator Scipione Ricci, den er mit Herder als „herrlichen Mann“ verglich. Riccis Umgestaltungen wurden, wie Münter berichtete, ausdrücklich von Großherzog Pietro Leopoldo, dem späteren Kaiser Leopold II., gutgeheißen.
In Rom traf er Ende Februar 1785 ein und besuchte den späteren Kardinal Stefano Borgia, Sekretär der Propaganda fide, der ihn unterstützte, die koptische Sprache zu erlernen. Weitere persönliche Beziehungen ergaben sich, so etwa zu Johann Heinrich Wilhelm Tischbein und Angelika Kauffmann (bei welchen Goethe und Herder später gern gesehene Gäste werden sollten). Er erhielt die Erlaubnis, in der Biblioteca Corsini die große Regel der Tempelherren, die ursprünglich aus dem päpstlichen Archiv in Avignon hierher verbracht worden war, abzuschreiben. Später veröffentlichte er diese Arbeit. Er unternahm Ausflüge nach Neapel und Sizilien. Ende 1786 trat er seine Rückreise an. Diese führte in die Schweiz, wo er Johann Heinrich Pestalozzi aufsuchte und diesen für die Illuminaten zu begeistern verstand. In Zürich begegnete er insbesondere Johann Kaspar Lavater (am 22. März 1787). Den 7. April 1787 kehrte er in München ein und reiste nach Salzburg am 15. April weiter, in welcher Stadt der Illuminat Fürstbischof Graf Hieronymus Colloredo als ein Anhänger der Aufklärung herrschte. Folgende Reiseziele waren Nürnberg, Erlangen und Weimar (wo er eine Audienz bei Carl August erhielt und Karl Leonhard Reinhold traf), Gotha, Göttingen, Braunschweig und 1787 Kopenhagen. Bei seiner Rückreise machte er noch dem Mineralogen Ignaz von Born seine Aufwartung, in dessen Haus er sich heimisch fühlte.
Nach seiner Rückkehr nach Kopenhagen wurde er mit Unterstützung des Herzogs von Augustenborg am 31. Oktober 1788 außerordentlicher Professor der Theologie der Universität von Kopenhagen. Am 23. April 1790 zum ordentlichen Professor an die Universität Kopenhagen. Hier reichte er auch am 7. September seine theologische Dissertation Über die koptische Version des N.T. ein. 1791 heiratete er in Lübeck Maria Elisabeth Krohn. 1796/97 und 1802/03 amtierte er als Rektor.
1794 bis 1807 war Münter auch Meister vom Stuhl seiner Freimaurerloge. Seit seiner Ernennung zum Bischof wurde er Bibliothekar der Loge und Mitarbeiter am Bund der deutschen Freimaurer sowie später beim Bund der Einverstandenen. 1798 nahm die Königlich Dänische Akademie der Wissenschaften zu Kopenhagen Münter als ordentliches Mitglied auf. Seit 1809 war er korrespondierendes Mitglied der Königlich Niederländischen Akademie der Wissenschaften, seit 1812 der Preußischen Akademie der Wissenschaften und seit 1823 Mitglied der Royal Society of Edinburgh. 1820 wurde er Ehrenmitglied der Russischen Akademie der Wissenschaften in St. Petersburg.
Mit Wirkung vom 1. April 1808 wurde er zum Bischof des Stifts Seeland und somit zum Primas der dänischen Kirche berufen. Als solcher ernannte man ihn im August desselben Jahres zum Ritter des Danebrog. Vier Jahre später erfolgte die Ernennung zum Commandeur des Danebrog und 1817 verlieh man Münter das Großkreuz des Dannebrogordens. Als Bischof setzte Münter sich für die bessere Ausbildung der Pfarrer (Gründung eines Pastoralseminars) und für die Revision der Bibel- sowie der Katechismuserklärung ein.
Im Alter von 69 Jahren starb Friedrich Münter am 9. April 1830 in Kopenhagen. Er hinterließ eine ebenso umfangreiche wie wertvolle Bibliothek und Münzsammlung. Bereits zu seinen Lebzeiten kursierten viele Anekdoten über Münter; er war die Personifizierung eines Zerstreuten Professors.

## Werke
- Commentatio de indole versionis Novi testamenti Sahidicae. Accedunt fragmenta epistolarum Paulli ad Timotheum. Kopenhagen 1789 (Digitalisat)
- De aetate versionum Novi Testamenti Copticarum dissertatio. Kopenhagen 1790[4]
- Dr. Balthasar Münters Leben und Charakteristik. 1793[5]
- Nachrichten von Neapel und Sicilien, auf einer Reise in den Jahren 1785 und 1786 gesammlet. Kopenhagen 1790 (Digitalisat)
- Statutenbuch des Ordens der Tempelherren. Berlin 1794 (Digitalisat); Reprint AAGW, Sinzheim 2002, ISBN 978-3-937592-00-8
- Vermischte Beyträge zur Kirchengeschichte. Kopenhagen 1798 (Digitalisat)
- Haandbog i den ældste christelige kirkes dogmehistorie (1801–04)
- Versuch über die keilförmigen Inschriften zu Persepolis. Kopenhagen 1802 (Digitalisat), neue Aufl. Kopenhagen 1818 (Digitalisat) – zuerst 1800 auf Dänisch
- Den danske reformations historie (1802)
- Betrachtung über die natürliche Religion (1805)
- Odae Gnosticae Salomoni tributae, Thebaice et Latine, praefatione et adnotationibus philologicis illustratae (1812)
- Antiquarische Abhandlungen. Kopenhagen 1816 (Digitalisat)
- Religion der Karthager. Kopenhagen 1816 (Digitalisat), 2. Aufl. Kopenhagen 1821 (Digitalisat)
- (Sonderdruck:) Die Odinische Religion. 1821 (Digitalisat)
- Die Kirchengeschichte von Dänemark und Norwegen (3 Bände, 1823–33)
- Sinnbilder und Kunstvorstellungen der alten Christen. Altona 1825 (Digitalisat)
- Religion der Babylonier. Kopenhagen 1827 (Digitalisat)